# 보너군

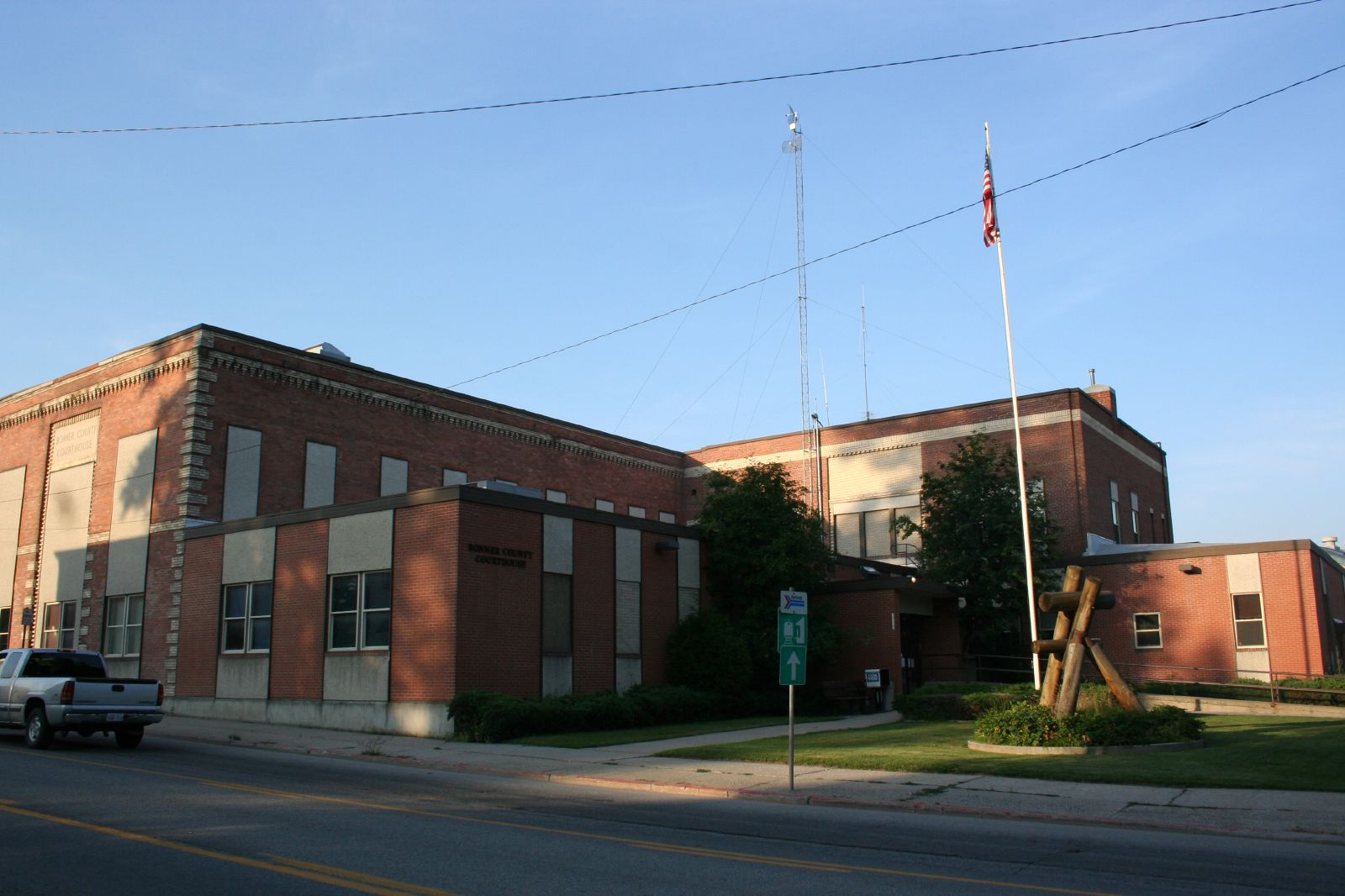

보너군 또는 보너 카운티(Bonner County)는 미국 아이다호주 북부 아이다호 팬핸들 지역에 위치한 군이다. 2010년 기준으로 이 지역의 인구 수는 총 40,877명이다. 2018년 추산으로 이 지역의 총 인구 수는 44,727명이다. 카운티청 소재지이자 최대 도시는 샌드포인트다.

## 인구
| 인구조사                                                      | 인구   | Note  | %±    |
| ------------------------------------------------------------- | ------ | ----- | ----- |
| 1910년                                                        | 13,588 |       | —     |
| 1920년                                                        | 12,957 |       | −4.6% |
| 1930년                                                        | 13,152 |       | 1.5%  |
| 1940년                                                        | 15,667 |       | 19.1% |
| 1950년                                                        | 14,853 |       | −5.2% |
| 1960년                                                        | 15,587 |       | 4.9%  |
| 1970년                                                        | 15,560 |       | −0.2% |
| 1980년                                                        | 24,163 |       | 55.3% |
| 1990년                                                        | 26,622 |       | 10.2% |
| 2000년                                                        | 36,835 |       | 38.4% |
| 2010년                                                        | 40,877 |       | 11.0% |
| 2018 (추산)                                                   | 44,727 | [ 1 ] | 9.4%  |
| U.S. Decennial Census 1790–1960 1900–1990 1990–2000 2010–2018 |        |       |       |